# Adolescents / Muletrain
Adolescents / Muletrain är en split-EP av det amerikanska punkrockbandet Adolescents, samt av det spanska hardcorebandet Muletrain, släppt 2012. Den första låten på EP:n är en cover på the Runaways låten "School Days".

## Låtlista
Sida ett – Adolescents
1. "School Days" (Joan Jett, Kim Fowley)
2. "California Son" (Steve Soto, Anthony Brandenburg)

Sida två – Muletrain
1. "Heart Attack" (Muletrain)
2. "Trash Cans" (Muletrain)